# William Gay Brown senior

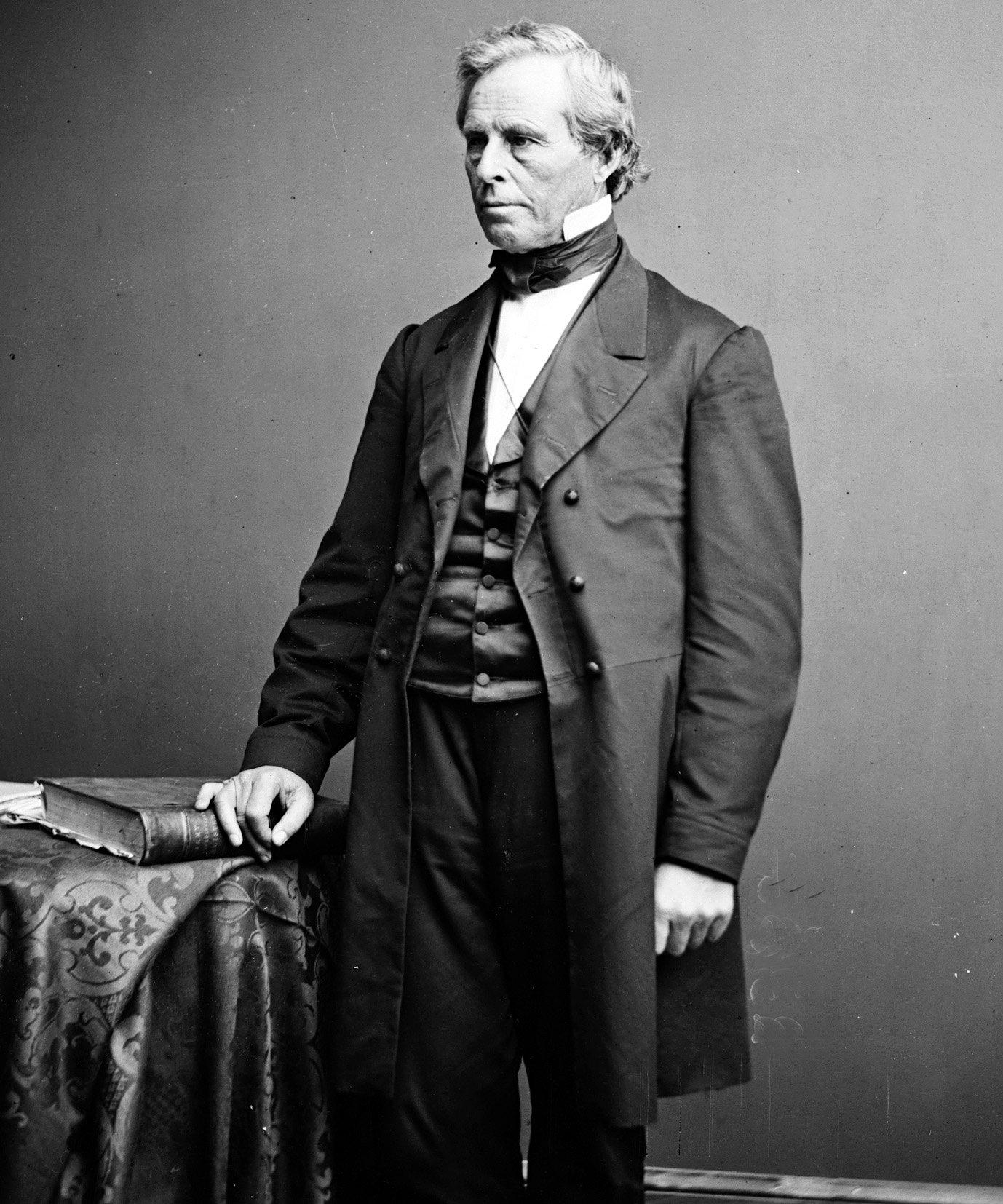
William Gay Brown

William Gay Brown senior (* 25. September 1800 in Kingwood, Virginia; † 19. April 1884 ebenda) war ein US-amerikanischer Politiker. Zwischen 1845 und 1849 sowie zwischen 1861 und 1863 vertrat er den Bundesstaat Virginia sowie von 1863 bis 1865 den Staat West Virginia im US-Repräsentantenhaus.

## Werdegang
William Brown wurde 1800 in Kingwood geboren, das damals noch Teil von Virginia war, seit 1863 aber zu West Virginia gehört. Er besuchte die öffentlichen Schulen seiner Heimat. Nach einem anschließenden Jurastudium und seiner im Jahr 1823 erfolgten Zulassung als Rechtsanwalt begann er in Kingwood in seinem neuen Beruf zu praktizieren. Politisch wurde er Mitglied der Demokratischen Partei.
Im Jahr 1832 sowie zwischen 1840 und 1843 gehörte er dem Abgeordnetenhaus von Virginia an. Bei den Kongresswahlen des Jahres 1844 wurde er im 15. Distrikt von Virginia in das US-Repräsentantenhaus in Washington, D.C. gewählt, wo er am 4. März 1845 die Nachfolge von Lewis Steenrod antrat. Nach einer Wiederwahl im Jahr 1846 konnte er bis zum 3. März 1849 zwei Legislaturperioden im Kongress absolvieren, die von den Ereignissen des Mexikanisch-Amerikanischen Krieges bestimmt waren. In dieser Zeit kamen infolge des Krieges große Gebiete im Südwesten der heutigen Vereinigten Staaten unter amerikanische Hoheit, darunter die heutigen Bundesstaaten Kalifornien, Texas, Arizona und New Mexico. Außerdem wurde damals auch die nordwestliche Grenze zu Kanada auf den 49. Breitengrad festgelegt.
In den Jahren 1850 und 1861 war Brown Delegierter auf Versammlungen zur Überarbeitung der Staatsverfassung von Virginia. Im Jahr 1860 war er auch Delegierter auf beiden Democratic National Conventions, die in Charleston (South Carolina) und in Baltimore (Maryland) stattfanden. In den Jahren nach 1860 spielte Brown eine wichtige Rolle auf dem Weg zur Gründung des neuen Staates West Virginia. In der Diskussion um das Ausscheiden Virginias aus der Union war Brown, wie die meisten seiner Landsleute aus dem Nordwesten des Staates, für einen Verbleib bei der Union. Für diese Haltung wurde er im Jahr 1860 auch für den damaligen zehnten Bezirk von Virginia als Unionist erneut in den Kongress gewählt. Dort folgte er am 4. März 1861 auf Sherrard Clemens. Er behielt sein Mandat bis zum 3. März 1863, weil er einen Distrikt im späteren West Virginia vertrat – ein Gebiet, das nicht aus der Union ausgetreten war. Auf der Versammlung, die über den Austritt Virginias aus der Union entschied, sprach sich Brown erfolglos gegen diese Pläne aus. Nachdem dieser Schritt vollzogen worden war, erklärte der Nordwesten des Staates seine Unabhängigkeit von Virginia.
Nach der Gründung von West Virginia wurde William Brown im zweiten Wahlbezirk des neuen Staates erneut als Abgeordneter in den Kongress gewählt. Dieses Mandat übte er zwischen dem 7. Dezember 1863 und dem 3. März 1865 aus. Diese Zeit war von den Ereignissen des Bürgerkrieges überschattet. Im Jahr 1864 verzichtete er auf eine weitere Kandidatur. Nach dem Ende seiner Zeit im Kongress zog sich Brown aus der Politik zurück und arbeitete wieder als Anwalt. Sein Sohn William Jr. (1856–1916) vertrat von 1911 bis 1916 ebenfalls den Staat West Virginia im Kongress.